# Finska pravoslavna Crkva
Finska pravoslavna Crkva (finski: Suomen ortodoksinen kirkko ) je jedna od autonomnih pravoslavnih Crkava. 
Sa 60.000 vjernika je nakon luteranskih Crkava najveća crkvena zajednica u Finskoj.

## Vanjske poveznice
- Webstranica finske pravoslavne Crkve (engl.)
- Virtual Finland: Finnish Orthodox Church  Arhivirana inačica izvorne stranice od 12. prosinca 2007. (Wayback Machine) (engl.)